# Get It On (chanson de T. Rex)
Pour les articles homonymes, voir Get It On.
Singles de T. Rex
Hot Love
(1971) Jeepster
(1971)
Get It On est une chanson du groupe britannique T. Rex, écrite et composée par son chanteur et guitariste Marc Bolan, sortie en single le 2 juillet 1971. Elle est extraite de l'album Electric Warrior.
Aux États-Unis et au Canada, elle est commercialisée sous le titre Bang a Gong (Get It On), d'une part pour éviter la confusion avec un succès homonyme récent d'un groupe américain de jazz rock appelé Chase (en), d'autre part pour rendre le titre moins suggestif, en effet, l'expression get it on peut être employée comme un euphémisme pour parler de rapport sexuel,,. Le claviériste de Yes, Rick Wakeman joue le piano et l'orgue Hammond sur cette chanson, ainsi que le multiinstrumentiste de King Crimson, Ian McDonald aux saxophones alto et baryton. 
Après Hot Love, T.Rex obtient un deuxième numéro un consécutif dans les charts au Royaume-Uni et en Irlande. Aux États-Unis, la chanson se classe 10e dans le Billboard Hot 100, devenant le seul véritable tube du groupe dans ce pays.

## Musiciens
T. Rex
- Marc Bolan: chant, guitare
- Steve Currie: basse
- Bill Legend: batterie
- Micky Finn: percussions

Musiciens invités
- Rick Wakeman : piano, orgue Hammond
- Ian McDonald: saxophones alto et baryton
- Mark Volman (en) et Howard Kaylan: chœurs

## Reprises
En 1985, le groupe The Power Station reprend la chanson avec succès sous le titre Get It On (Bang a Gong) sur leur premier album. D'autres artistes l'ont aussi enregistrée, tels que ; Gloria Jones, The Joe Perry Project, Gary Glitter, The Damned et Blondie. En 2020, le groupe U2 a repris la chanson avec Elton John au piano.

## Classements hebdomadaires
| Classement (1971-1972)                  | Meilleure position |
| --------------------------------------- | ------------------ |
| Allemagne (Media Control AG)            | 3                  |
| Australie (Kent Music Report)           | 14                 |
| Belgique (Flandre Ultratop 50 Singles)  | 10                 |
| Belgique (Wallonie Ultratop 50 Singles) | 16                 |
| Canada (RPM Top Singles)                | 12                 |
| États-Unis (Billboard Hot 100)          | 10                 |
| Irlande (IRMA)                          | 1                  |
| Norvège (VG-lista)                      | 6                  |
| Pays-Bas (Nederlandse Top 40)           | 15                 |
| Pays-Bas (Single Top 100)               | 13                 |
| Royaume-Uni (UK Singles Chart)          | 1                  |
| Suisse (Schweizer Hitparade)            | 3                  |

| Classement (1987)              | Meilleure position |
| ------------------------------ | ------------------ |
| Royaume-Uni (UK Singles Chart) | 54                 |

| Classement (1985)              | Meilleure position |
| ------------------------------ | ------------------ |
| Allemagne (GfK Entertainment)  | 37                 |
| Australie (Kent Music Report)  | 8                  |
| États-Unis (Billboard Hot 100) | 9                  |
| Irlande (IRMA)                 | 12                 |
| Nouvelle-Zélande (RMNZ)        | 16                 |
| Royaume-Uni (UK Singles Chart) | 22                 |

## Certifications
T. Rex
| Pays              | Certification | Unités certifiées |
| ----------------- | ------------- | ----------------- |
| Royaume-Uni (BPI) | Platine       | 600 000           |